# سيجني بيرغمان
سيجني بيرغمان (بالسويدية: Signe Bergman)‏ هي سفرجات سويدية، ولدت في 10 أبريل 1869 في Hedvig Eleonora Parish ‏ في السويد، وتوفيت في 9 مايو 1960 في Oscar Parish ‏ في السويد.